# Francisco Lindor
Francisco Miguel Lindor, soprannominato "Paquito" (Caguas, 14 novembre 1993), è un giocatore di baseball portoricano che gioca nel ruolo di interbase per i New York Mets della Major League Baseball (MLB).

## Carriera

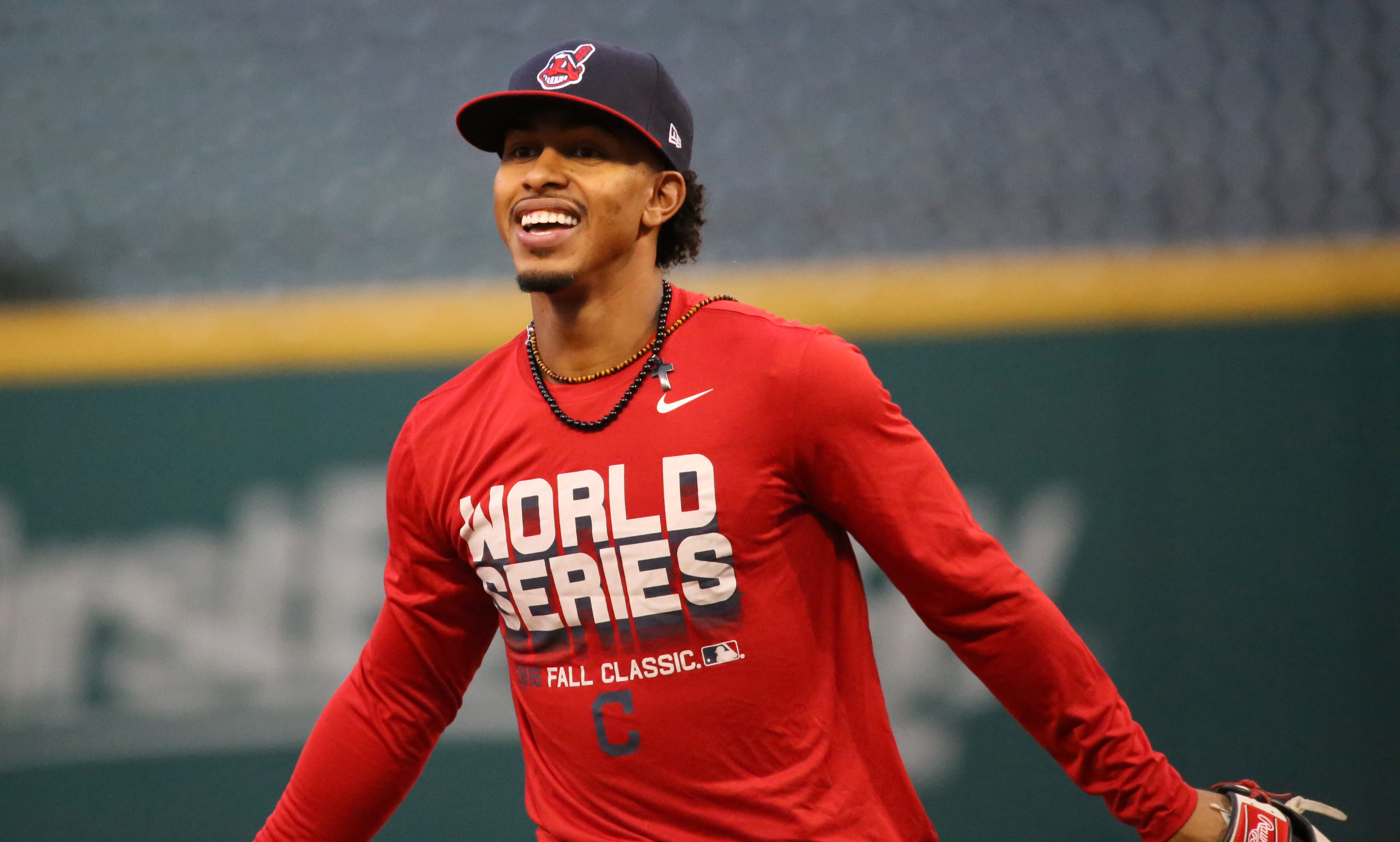
Lindor durante le World Series 2016

Lindor venne selezionato nel primo turno come ottava scelta assoluta del draft MLB 2011, dai Cleveland Indians. Debuttò nella MLB il 14 giugno 2015 come pinch hitter, al Comerica Park di Detroit contro i Detroit Tigers, facendo subito registrare una valida. Alla fine di settembre fu premiato come rookie del mese dell'American League, in cui mantenne una media battuta di .362. Concluse la prima annata battendo con .313, con 12 fuoricampo, 51 punti battuti a casa (RBI), 12 basi rubate e 22 doppi in 99 partite. Si piazzò secondo nel premio di rookie dell'anno dell'American League dietro a Carlos Correa.
Nel 2016, Lindor batté con .301, con 15 home run, 78 RBI, 19 basi rubate e 30 doppi 158 gare per gli Indians. Fu premiato con il suo primo Guanto d'oro e convocato per l'All-Star Game. Nei playoff 2016, le sette gare con più di una valida furono un nuovo record assoluto per un giocatore con meno di 23 anni. Le sue 16 valide complessive furono anche il massimo per un battitore di Cleveland dal 1997. Con gli Indians raggiunse le World Series 2016 ma la sua squadra fu sconfitta per quattro gare a tre dai Chicago Cubs.
Il 5 aprile 2017 Lindor batté il primo Grande Slam in carriera contro i Texas Rangers. Il 2 luglio 2017 fu convocato per il secondo All-Star Game della carriera. A fine anno fu premiato con il suo primo Silver Slugger Award e si classificò quinto nel premio di MVP dell'American League dopo avere chiuso con una media battuta di .273, 33 fuoricampo e 99 RBI.
Il 7 gennaio 2021, gli Indians scambiarono Lindor e Carlos Carrasco con i New York Mets per Amed Rosario, Andrés Giménez, Josh Wolf e Isaiah Greene.

## Palmarès

### Individuale
- MLB All-Star: 4

2016, 2017, 2018, 2019
- Guanto d'oro: 2

2016, 2019
- Silver Slugger Award: 2

2017, 2018
- Guanto di platino: 1

2016
- Rookie del mese dell'American League: 1

(settembre 2015)
- Giocatore del mese dell'American League: 1

(maggio 2018)
- Giocatore della settimana dell'American League: 2

(6 maggio 2018, 13 maggio 2018)

### Nazionale
- World Baseball Classic:  Medaglia d'Argento

Team Porto Rico: 2017